# Alle gegen Alle (Slime-Album)
Alle gegen Alle ist das dritte Musikalbum der deutschen Punkband Slime. Es erschien am 15. April 1983 über Aggressive Rockproduktionen.

## Entstehungsgeschichte
Die Mitglieder von Slime und Labelchef Karl-Ulrich Walterbach waren mit der Produktion der beiden Vorgängeralben Slime I und Yankees raus nicht besonders zufrieden. Für das dritte Album der Band wurden die Aufnahmen deshalb ins Musiclab Studio nach Berlin verlegt. Als Produzent konnte Harris Johns gewonnen werden. Johns sollte Walterbach auch weiterhin treu bleiben, wurde er in der Folge doch zum Hausproduzenten des Aggressive-Rockproduktionen-Nachfolgers Noise Records und eine bekannte Produzentengröße im Metal-Genre. Die Arbeit an den Songs begann schon nach den Aufnahmen zu Yankees raus. Es war vor allem Stephan Mahler, der für die Texte verantwortlich zeichnet, während Michael Mayer die Musik beisteuerte.

## Coverartwork und Titel
Das Coverartwork zeigt eine Mumie, die einer anderen in den Kopf schießt. Der Titel Alle gegen Alle wurde geprägt von dem gleichnamigen Lied von DAF und war eine Reaktion auf die damaligen Spannungen innerhalb der Hamburger Punkszene. Im Booklet der CD finden sich des Weiteren Aussagen zu den Vorwürfen des Antiamerikanismus, die nach Yankees raus aufkamen:

„jedem sei die auslegung unserer texte selbst überlassen. doch wenn wir uns den vorwurf der faschistischen gesinnung vorwerfen lassen müssen, denn–‚wenn man yankees raus singt kann man ja genauso‚türken raus‘singen‘(das warn zitat eines‚kritikers‘) – dann fragt man sich wofür noch politische aussage in texten“

## Titelliste
A-Seite
1. Linke Spießer – 2:06 (Mayer)
2. Störtebeker – 2:12 (Mayer)
3. Untergang – 2:31 (Mahler)
4. Zu kalt – 2:50 (Mahler)
5. Ihr seid schön – 2:58 (Mahler)
6. Religion – 3:16 (Mayer)
7. Nazis raus – 2:11 (Frank Nowatzki, im Original von Beton Combo)

B-Seite
1. Sand im Getriebe – 2:10 (Mahler)
2. Alle gegen Alle – 3:00 (Mevs, Mahler)
3. Die Letzten – 2:09 (Mahler)
4. Etikette Tötet – 3:19 (Mevs, Mahler)
5. Ich will nicht werden – 3:20 (Möbius, im Original von Ton Steine Scherben)
6. Tod – 1:51 (Mayer, Mahler)
7. Oh Boy – 1:41 (Tilghman, Petty, West, im Original von The Crickets)
8. Guter Rat ist teuer – 2:37 (Mayer)

## Wiederveröffentlichungen
Das Album erschien 1989 erstmals im CD-Format. Wie bei allen frühen Slime-Alben waren die Rechte zwischenzeitlich an Universal übergegangen. 2002 erschien daher eine nicht remasterte Version über das Hamburger Punklabel Weird System. 2007 gelang es Slime die Rechte zurückzufordern, nachdem das Major-Label eine Zahlungsfrist verpasst hatte. Das Album wurde umgehend digital remastered und um Bonustracks angereichert über das Label Slime Tonträger neu aufgelegt.
1. A.C.A.B. – 1:44
2. Karlsquell – 2:47
3. D.I.S.C.O. – 2:56
4. Wir müssen hier raus – 4:06 (Original von Ton Steine Scherben)
5. Viertes Reich – 2:08

## Musikstil und Texte
Alle gegen Alle zeigte Slime als reifere, aber auch verbitterte Band. Im Vergleich zu Yankees raus wurden die Texte ein weiteres Mal verfeinert und endgültig von der Parolenlastigkeit des Erstlings abgegrenzt. Sie sind sehr viel persönlicher gehalten, zeigen aber auch, insbesondere im Titelstück, bei Ihr seid schön, Linke Spießer und Die Letzten die Verbitterung über die Hamburger Punkszene, die Slime mit Kommerzvorwürfen bedachte und zusätzlich immer weiter zu zerbrechen drohte. Von den Kritikern wird Alle gegen Alle als das beste Album der frühen Slime bezeichnet.

## Songinfos
Linke Spießer, eine Abrechnung mit der ehemaligen radikalen Linken, die Slime mit ihren Antiamerikanismus-Vorwürfen bedachten, aber gleichzeitig jetzt auch das Establishment vertreten („Ihr seid Lehrer und Beamte, seid Gelehrte sogenannte, (…) Doch ihr habt was gegen Rabatz und macht den Bullen gerne Platz“) wurde auch von der Rechtsrock-Band Endstufe gecovert. Die Band konnte dagegen nichts unternehmen, da Endstufe keine textlichen Änderungen vornahm.
Zu kalt zitiert in der ersten Strophe in leicht abgewandelter Form das Gedicht Selten habt Ihr mich verstanden aus Heinrich Heines Buch der Lieder.
Das Album enthält mehrere Coverstücke, darunter Lied Nazis raus von der Berliner Punkband Beton Combo. Das zweite Cover Ich will nicht werden zollt Tribut an Rio Reiser und Ton Steine Scherben, die ein großer Einfluss für Slime waren. Dazu gesellt sich der Titel Oh Boy, ein Rock-’n’-Roll-Klassiker von The Crickets, welcher gelegentlich auch als Junge, Junge angegeben wird.
Alle gegen Alle ist auch der Titel des 2009 über Sunny Bastards erschienen Tributsamplers Alle gegen Alle – A Tribute to Slime. Der Sampler wurde 2013 von der Bundesprüfstelle für jugendgefährdende Medien indiziert.